# Panamerikanische Spiele 1951/Wasserspringen
Das Wasserspringen bei den Panamerikanischen Spielen 1951 wurde vom 25. Februar bis zum 3. März 1951 in der argentinischen Hauptstadt Buenos Aires ausgetragen. Insgesamt wurden 12  Medaillen in vier Wettbewerben vergeben.

## Medaillengewinner
| Konkurrenz        | Gold            | Silber          | Bronze          |
| ----------------- | --------------- | --------------- | --------------- |
| Kunstspringen 3 m | Joaquín Capilla | Miller Anderson | Samuel Lee      |
| Turmspringen 10 m | Joaquín Capilla | Samuel Lee      | Miller Anderson |

| Konkurrenz        | Gold               | Silber             | Bronze           |
| ----------------- | ------------------ | ------------------ | ---------------- |
| Kunstspringen 3 m | Mary Cunningham    | Patricia McCormick | Dolores Castillo |
| Turmspringen 10 m | Patricia McCormick | Carlota Ríos       | Mary Cunningham  |

## Medaillenspiegel
| Rang | Land               | Gold | Silber | Bronze | Gesamt |
| ---- | ------------------ | ---- | ------ | ------ | ------ |
| 1    | Vereinigte Staaten | 2    | 3      | 3      | 8      |
| 2    | Mexiko             | 2    | 1      | —      | 3      |
| 3    | Guatemala          | —    | —      | 1      | 1      |